# Поморский хоккейный клуб 2014
«Поморский хоккейный клуб 2014» (пол. Pomorski Klub Hokejowy 2014) — польский хоккейный клуб из города Гданьск.
Домашней ареной клуба является стадион «Оливия».
Клуб был основан в 2014 году членами ассоциации «Поморский хокейный клуб 2014», чтобы продолжить традиции гданьского хоккея с шайбой (ранее ХК «Сточнёвец» выступал в ПХЛ до конца сезона 2010/2011, а ХК «Гданьск» — в сезоне 2012/2013 в первой польской хоккейной лиге). Титульным спонсором выступила компания «MH Automatyka», поэтому команда выступала под маркетинговым названием МХ «Автоматика Сточнёвец 2014 Гданьск». Создана была команда на базе любительской заводской команды «МХ Автоматика Драгонс Гданьск» (ориг. пол. MH Automatyka Dragons Gdańsk), основанной в начале 2004 года. В сезоне 2013/2014 «драконы» выиграли первенство второй польской хоккейной лиги, завоевав таким образом повышение в классе.
Первым тренером команды стал шведский специалист Питер Экрот, заключивший в апреле 2014 года трехлетний контракт с клубом. Первым регулярным сезоном, в котором принял участие клуб, стал сезон 2014/2015 года в первой польской хоккейной лиге национального чемпионата.
В конце 2014 года благодаря изменившейся формуле турнира и победе «МХ Автоматика Драгонс Гданьск» во второй лиге, команда смогла сыграть за право участия в полуфинале розыгрыша Кубка Польши 2014. Гданьский клуб проиграл обе встречи хоккеистам ХК «Краковия» со счетом 1:9 (дома) и 10:2 (в гостях). Регулярный чемпионат команда закончила на 3-м месте, а затем в трёх встречах в упорной борьбе уступила в полуфинале плей-офф ХК «Заглембе». Причём первый матч закончился со счетом 6:1 в пользу гданьского клуба. В следующем сезоне, 2015/2016, в розыгрыше первенства первой лиги приняли участие лишь две команды. Выиграв все 4 встречи у клуба УКХ «Дембица» (4:1, 3:1, 4:3, 5:1), гданьский клуб вернулся в элиту польского хоккея. В августе 2016 года клуб получил лицензию для выступлений в ПХЛ.
21 ноября 2016 года руководство Ассоциации «Поморского хоккейного клуба 2014» опубликовало заявление, в котором они объявили об изменении маркетингового названия команды в ПХЛ на «МХ Автоматика Гданьск» (ориг. пол. MH Automatyka Gdańsk), сохранив при этом бело-голубые цвета клуба — символ, полученный от клуба «Сточнёвец». 30 ноября 2016 года с поста тренера был уволен Питер Экрот, и его заменил Роберт Блазовский, бывший помощник. В середине декабря 2016 года главным тренером стал белорус Андрей Ковалёв, а в конце того же года тренером вратарей стал Томаш Вавжкевич. В первом своём сезоне в элите польского хоккея «Автоматика» заняла 10-е место в регулярном чемпионате, а затем в упорной 6-матчевой серии в утешительном раунде выиграла итоговое 9-е место. В следующем сезоне команда заняла 8-е место в регулярном чемпионате. Однако в пре-квалификации плей-офф проиграла оба матча. Итогом выступления опять стало 9-е место. В начале апреля 2018 года Андрея Ковалёва на посту тренера сменил польский специалист Марек Зентара. Под его руководством команда впервые преодолела серию пре-квалификации плей-офф, закончив выступления на стадии четвертьфинала, где в 7-ми матчевом противостоянии уступила ГКС «Тыхы».
По окончании сезона 2018/2019 клуб сменил название на «Поморский хоккейный клуб 2014». Титульным спонсором клуба стала «Группа Лотос»